# 科科岛 (哥斯达黎加)
科科岛（西班牙語：Isla del Coco），哥斯达黎加南岸外一岛屿，位于距海岸线550公里以南的太平洋中，面积23.85平方公里，居民0人（2011年），1978年被划为国家公园，1997年被认定为世界自然遗产。